# U-181
| U-181 | U-181 | U-181 |
| --- | --- | --- |
| U 181 | | |
| | | |
| Трофейні німецькі підводні човни U-861 (на передньому плані), однотипний з U-181, та U-953 типу VII. Тронгейм. 19 травня 1945 | | |
| Верф | Deutsche Schiff- und Maschinenbau, AG Weser, Бремен | Deutsche Schiff- und Maschinenbau, AG Weser, Бремен |
| Під прапором | Третій Рейх | Третій Рейх |
| Належність | Крігсмаріне | Крігсмаріне |
| Порт приписки | Кіль Ла-Паліс (Бордо) | Кіль Ла-Паліс (Бордо) |
| Замовлення | 15 серпня 1940 | 15 серпня 1940 |
| Закладений | 15 березня 1941 | 15 березня 1941 |
| Спуск на воду | 30 грудня 1941 | 30 грудня 1941 |
| Введений до складу флоту | 9 травня 1942 | 9 травня 1942 |
| На службі | 1942—1946 | 1942—1946 |
| Загибель | 12 лютого 1946 року затоплений у Малаккській протоці британськими фрегатами «Лох-Ломонд» і «Лох-Глендгу»                                                                 | 12 лютого 1946 року затоплений у Малаккській протоці британськими фрегатами «Лох-Ломонд» і «Лох-Глендгу»                                                                 |
| Бойовий досвід | Друга світова війна Битва за Атлантику | Друга світова війна Битва за Атлантику |
| Проєкт | | |
| Тип ПЧ | великий океанський торпедний ДПЧ | великий океанський торпедний ДПЧ |
| Основні характеристики | | |
| Швидкість (надводна) | 20,8 вузла (38,5 км/год) | 20,8 вузла (38,5 км/год) |
| Швидкість (підводна) | 6,9 (12,8 км/год) | 6,9 (12,8 км/год) |
| Робоча глибина занурення | 100 м | 100 м |
| Гранична глибина занурення | 230 м | 230 м |
| Дальність плавання | 115 миль (213 км) на швидкості 4 вузли (7,4 км/год) (у підводному положенні) 23 700 морських миль (43 900 км на швидкості 10 вузлів (19 км/год) (у надводному положенні) | 115 миль (213 км) на швидкості 4 вузли (7,4 км/год) (у підводному положенні) 23 700 морських миль (43 900 км на швидкості 10 вузлів (19 км/год) (у надводному положенні) |
| Екіпаж | 57 офіцерів та матросів | 57 офіцерів та матросів |
| Розміри | | |
| Довжина найбільша (по КВЛ) | 87,58 м | 87,58 м |
| Ширина корпусу найб. | 7,50 м | 7,50 м |
| Висота | 10,2 м | 10,2 м |
| Середня осадка (по КВЛ) | 5,35 м | 5,35 м |
| Водотоннажність надводна | 1 610 т | 1 610 т |
| Силова установка | | |
| Дизель-електрична: 2 дизельні двигуни MAN M 9 V 40/46 і 2 дизелі MWM RS34.5S 2 електродвигуни Siemens-Schuckert 2 GU 345/34   | | |
| Гвинти | 2 | 2 |
| Потужність | 2 × 2200 к.с. (дизелі) 2 × 740 к.с. (електродвигуни) | 2 × 2200 к.с. (дизелі) 2 × 740 к.с. (електродвигуни) |
| Озброєння | | |
| Артилерія | 1 × 105-мм палубна гармата SK C/32 | 1 × 105-мм палубна гармата SK C/32 |
| Торпедно- мінне озброєння | 4 носових і 2 кормових ТА; 24 торпеди або 72 міни TMA чи TMB | 4 носових і 2 кормових ТА; 24 торпеди або 72 міни TMA чи TMB |
| ППО | 1 × 37-мм зенітна гармата SKC/30 2 (1 × 2) × 20-мм зенітні гармати FlaK 30                                                                                               | 1 × 37-мм зенітна гармата SKC/30 2 (1 × 2) × 20-мм зенітні гармати FlaK 30                                                                                               |

U-181 — німецький великий океанський підводний човен типу IXD2, що входив до складу Військово-морських сил Третього Рейху за часів Другої світової війни. Закладений 15 березня 1941 року на верфі Deutsche Schiff- und Maschinenbau, AG Weser у Бремені під будівельним номером 1021. Спущений на воду 30 грудня 1941 року, а 9 травня 1942 року корабель увійшов до складу ВМС нацистської Німеччини.

## Історія служби
U-181 належав до серії німецьких підводних човнів типу IXD2, великих океанських човнів, призначених діяти на морських комунікаціях противника на далеких відстанях у відкритому океані. Човнів цього типу було випущено 28 одиниць і вони спеціально будувалися для дій у Південній Атлантиці та в Індійському океані, а ближче до закінчення Другої світової війни частина з них використовувалася як проривачі блокади для зв'язку з Японією. Вони мали найбільшу в нацистському флоті дальність плавання за рахунок іншої конструкції енергетичної установки: завдяки подовженню корпусу вдалося встановити не тільки два потужні дизелі MAN з наддувом, але і два додаткові дизелі, що використовувалися при крейсерському плаванні в надводному положенні, при цьому два дизелі з наддувом перемикалися на холостий хід для швидкого перезаряджання акумуляторів.
9 травня 1942 року U-181 розпочав службу у складі 4-ї навчальної флотилії, а з 1 жовтня 1942 року переведений до бойового складу 10-ї флотилії ПЧ Крігсмаріне та 1 листопада 1942 року — до бойового складу 12-ї флотилії ПЧ. 1 жовтня 1944 року корабель переданий до складу 33-ї флотилії ПЧ. З вересня 1942 року і до січня 1945 року U-181 здійснив 4 бойових походи в Атлантичний та Індійський океани, в яких провів 560 днів, і потопив 27 торгових суден (138 779 GRT).
Після капітуляції Німеччини в травні 1945 року підводний човен був прийнятий Японією в Сінгапурі та 15 липня 1945 року введений в експлуатацію як I-501. У серпні 1945 року субмарина капітулювала військам союзників та 12 лютого 1946 року була затоплена в Малаккській протоці британськими фрегатами «Лох-Ломонд» і «Лох-Глендгу».

## Командири
- Корветтен-капітан Вольфганг Лют (9 травня 1942 — 31 жовтня 1943)
- Капітан-цур-зее Курт Фрайвальд (1 листопада 1943 — 5 травня 1945)

## Перелік уражених U-181 суден у бойових походах
| №                                                                | Дата              | Командир ПЧ          | Назва            | Тип                | Належність          | Водотоннажність (брт) | Вантаж                                                                                              | Конвой       | Результат та координати                                                | Наслідки атаки для екіпажу      | Прим. |
| ---------------------------------------------------------------- | ----------------- | -------------------- | ---------------- | ------------------ | ------------------- | --------------------- | --------------------------------------------------------------------------------------------------- | ------------ | ---------------------------------------------------------------------- | ------------------------------- | ----- |
| Перший похід (12.09.1942—18.01.1943, 129 діб; Кіль—Бордо)        |                   |                      |                  |                    |                     |                       | |              |                                                                        |                                 |       |
| 1                                                                | 3 листопада 1942  | Kptlt. Вольфганг Лют | East Indian      | суховантажне судно | США                 | 8 159                 | 3500 тонн марганцевої руди, 500 тонн чаю і 560 тонн генеральних вантажів                            |              | потоплено 37°23′ пд. ш. 13°34′ сх. д. / 37.383° пд. ш. 13.567° сх. д.  | 74 (58 загинули та 16 вціліли)  |       |
| 2                                                                | 8 листопада 1942  | Kptlt. Вольфганг Лют | Plaudit          | суховантажне судно | Панама              | 5 060                 | 1075 т каучуку, 1000 т марганцевої руди, 1000 т джуту і гунісу, 400 т чаю                           |              | потоплено 36°00′ пд. ш. 26°32′ сх. д. / 36.000° пд. ш. 26.533° сх. д.  | 49 (3 загинули та 46 вціліли)   |       |
| 3                                                                | 10 листопада 1942 | Kptlt. Вольфганг Лют | K.G. Meldahl     | суховантажне судно | Норвегія            | 3 799                 | Урядовий і генеральний вантаж, включаючи 750 тонн боєприпасів і літаків у ящиках як палубний вантаж |              | потоплено 34°59′ пд. ш. 29°45′ сх. д. / 34.983° пд. ш. 29.750° сх. д.  | 33 (2 загинули та 31 вцілілий)  |       |
| 4                                                                | 13 листопада 1942 | Kptlt. Вольфганг Лют | Excello          | суховантажне судно | США                 | 4 969                 | баласт                                                                                              |              | потоплено 32°23′ пд. ш. 30°07′ сх. д. / 32.383° пд. ш. 30.117° сх. д.  | 51 (2 загинули та 49 вціліло)   |       |
| 5                                                                | 19 листопада 1942 | Kptlt. Вольфганг Лют | Gunda            | суховантажне судно | Норвегія            | 2 241                 | 3134 тонни вугілля                                                                                  |              | потоплено 25°48′ пд. ш. 33°15′ сх. д. / 25.800° пд. ш. 33.250° сх. д.  | 46 (38 загинули та 8 вціліло)   |       |
| 6                                                                | 20 листопада 1942 | Kptlt. Вольфганг Лют | Corinthiakos     | суховантажне судно | Грецьке королівство | 3 562                 | 5035 тонн вугілля                                                                                   |              | потоплено 25°42′ пд. ш. 33°27′ сх. д. / 25.700° пд. ш. 33.450° сх. д.  | 32 (11 загинуло та 21 вцілілий) |       |
| 7                                                                | 22 листопада 1942 | Kptlt. Вольфганг Лют | Alcoa Pathfinder | суховантажне судно | США                 | 6 797                 | 7200 тонн хромової руди, кави, шкіри, сизалю та інших генеральних вантажів                          |              | потоплено 26°45′ пд. ш. 33°10′ сх. д. / 26.750° пд. ш. 33.167° сх. д.  | 61 (6 загинуло та 55 вціліло)   |       |
| 8                                                                | 24 листопада 1942 | Kptlt. Вольфганг Лют | Mount Helmos     | суховантажне судно | Грецьке королівство | 6 481                 | баласт                                                                                              |              | потоплено 26°38′ пд. ш. 34°59′ сх. д. / 26.633° пд. ш. 34.983° сх. д.  | 35 (1 загинув та 34 вижило)     |       |
| 9                                                                | 24 листопада 1942 | Kptlt. Вольфганг Лют | Dorington Court  | суховантажне судно | Велика Британія     | 5 281                 | 9261 тонна генеральних вантажів                                                                     |              | потоплено 27°00′ пд. ш. 34°45′ сх. д. / 27.000° пд. ш. 34.750° сх. д.  | 43 (4 загинули та 39 вижили)    |       |
| 10                                                               | 28 листопада 1942 | Kptlt. Вольфганг Лют | Evanthia         | суховантажне судно | Грецьке королівство | 3 551                 | баласт                                                                                              |              | потоплено 25°13′ пд. ш. 34°00′ сх. д. / 25.217° пд. ш. 34.000° сх. д.  | 32 (усі вижили)                 |       |
| 11                                                               | 30 листопада 1942 | Kptlt. Вольфганг Лют | Cleanthis        | суховантажне судно | Грецьке королівство | 4 153                 | баласт                                                                                              |              | потоплено 24°29′ пд. ш. 35°44′ сх. д. / 24.483° пд. ш. 35.733° сх. д.  | 34 (12 загинули та 22 вижили)   |       |
| 12                                                               | 2 грудня 1942     | Kptlt. Вольфганг Лют | Amarylis         | суховантажне судно | Панама              | 4 328                 | фосфати                                                                                             |              | потоплено 28°14′ пд. ш. 33°24′ сх. д. / 28.233° пд. ш. 33.400° сх. д.  | 37 (29 загинули та 8 вижили)    |       |
| Другий похід (23.03—14.10.1943, 206 діб; Бордо—Бордо)            |                   | Kptlt. Вольфганг Лют |                  |                    |                     |                       | |              |                                                                        |                                 |       |
| 13                                                               | 11 квітня 1943    | Kptlt. Вольфганг Лют | Empire Whimbrel  | суховантажне судно | Велика Британія     | 5 983                 | 5339 тонн охолодженого та консервованого м'яса                                                      |              | потоплено 02°31′ пн. ш. 15°55′ зх. д. / 2.517° пн. ш. 15.917° зх. д.   | 53 (усі вижили)                 |       |
| 14                                                               | 11 травня 1943    | Kptlt. Вольфганг Лют | Tinhow           | суховантажне судно | Велика Британія     | 5 232                 | генеральні вантажі                                                                                  | Конвой DN 37 | потоплено 25°15′ пд. ш. 33°30′ сх. д. / 25.250° пд. ш. 33.500° сх. д.  | 203 (75 загинули та 128 вижили) |       |
| 15                                                               | 27 травня 1943    | Kptlt. Вольфганг Лют | Sicilia          | суховантажне судно | Швеція              | 1 633                 | 6241 мішок пшеничного борошна та 327 тонн фруктової солі Іно в 300 ящиках                           |              | потоплено 24°31′ пд. ш. 35°17′ сх. д. / 24.517° пд. ш. 35.283° сх. д.  | 23 (усі вижили)                 |       |
| 16                                                               | 7 червня 1943     | Kptlt. Вольфганг Лют | Harrier          | суховантажне судно | Південна Африка     | 193                   | бензин                                                                                              |              | потоплено 25°50′ пд. ш. 33°20′ сх. д. / 25.833° пд. ш. 33.333° сх. д.  | 16 (усі загинули)               |       |
| 17                                                               | 2 липня 1943      | Kptlt. Вольфганг Лют | Hoihow           | пасажирське судно  | Велика Британія     | 2 798                 | пасажири                                                                                            |              | потоплено 19°30′ пд. ш. 55°30′ сх. д. / 19.500° пд. ш. 55.500° сх. д.  | 149 (145 загинули і 4 вціліли)  |       |
| 18                                                               | 15 липня 1943     | Kptlt. Вольфганг Лют | Empire Lake      | суховантажне судно | Велика Британія     | 2 852                 | вугілля                                                                                             |              | потоплено 21°27′ пд. ш. 51°47′ сх. д. / 21.450° пд. ш. 51.783° сх. д.  | 38 (31 загиблий і 7 вижили)     |       |
| 19                                                               | 16 липня 1943     | Kptlt. Вольфганг Лют | Fort Franklin    | суховантажне судно | Велика Британія     | 7 135                 | 1500 тонн солі як баласт                                                                            |              | потоплено 22°36′ пд. ш. 51°22′ сх. д. / 22.600° пд. ш. 51.367° сх. д.  | 55 (5 загиблих і 50 вижили)     |       |
| 20                                                               | 4 серпня 1943     | Kptlt. Вольфганг Лют | Dalfram          | суховантажне судно | Велика Британія     | 4 558                 | 6821 т вугілля                                                                                      |              | потоплено 20°53′ пд. ш. 56°43′ сх. д. / 20.883° пд. ш. 56.717° сх. д.  | 43 (3 загиблих і 40 вижили)     |       |
| 21                                                               | 7 серпня 1943     | Kptlt. Вольфганг Лют | Umvuma           | суховантажне судно | Велика Британія     | 4 419                 | 2000 тонн генеральних вантажів, 2000 тонн цукру і 800 тонн військового майна                        | Конвой DN 54 | потоплено 20°18′ пд. ш. 57°14′ сх. д. / 20.300° пд. ш. 57.233° сх. д.  | 111 (22 загинуло і 89 вижили)   |       |
| 22                                                               | 12 серпня 1943    | Kptlt. Вольфганг Лют | Clan Macarthur   | суховантажне судно | Велика Британія     | 10 528                | 6346 тонн генеральних вантажів, у тому числі 5500 тонн військового інвентарю, боєприпасів і пошти   | Конвой DN 55 | потоплено 23°00′ пд. ш. 53°11′ сх. д. / 23.000° пд. ш. 53.183° сх. д.  | 157 (52 загинуло і 105 вижили)  |       |
| Третій похід (16.03—08.08.1944, 146 діб; Бордо—Бордо)            |                   |                      |                  |                    |                     |                       | |              |                                                                        |                                 |       |
| 23                                                               | 1 травня 1944     | FKpt. Курт Фрайвальд | Janeta           | суховантажне судно | Велика Британія     | 5 312                 | баласт                                                                                              |              | потоплено 18°14′ пд. ш. 20°00′ зх. д. / 18.233° пд. ш. 20.000° зх. д.  | 48 (14 загинуло і 34 вижили)    |       |
| 24                                                               | 19 червня 1944    | FKpt. Курт Фрайвальд | Garoet           | суховантажне судно | Нідерланди          | 7 118                 | Вугілля, цукор і 1000 тонн арахісу                                                                  |              | потоплено 12°30′ пд. ш. 64°00′ сх. д. / 12.500° пд. ш. 64.000° сх. д.  | 99 (89 загинуло і 10 вижили)    |       |
| 25                                                               | 15 липня 1944     | FKpt. Курт Фрайвальд | Tanda            | суховантажне судно | Велика Британія     | 7 174                 | 5600 тонн генеральних вантажів, у тому числі 800 тонн копри та лою                                  |              | потоплено 12°22′ пн. ш. 74°09′ сх. д. / 12.367° пн. ш. 74.150° сх. д.  | 216 (19 загинуло і 197 вижили)  |       |
| 26                                                               | 19 липня 1944     | FKpt. Курт Фрайвальд | King Frederick   | суховантажне судно | Велика Британія     | 5 265                 | 6600 тонн солі та пошти                                                                             |              | потоплено 09°29′ пн. ш. 71°45′ сх. д. / 9.483° пн. ш. 71.750° сх. д.   | 56 (27 загинуло і 29 вижили)    |       |
| Четвертий похід (19.10.1944—05.01.1945, 79 діб; Батавія—Батавія) |                   | FKpt. Курт Фрайвальд |                  |                    |                     |                       | |              |                                                                        |                                 |       |
| 27                                                               | 2 листопада 1944  | FKpt. Курт Фрайвальд | Fort Lee         | танкер             | США                 | 10 198                | 93 000 барелів мазуту Bunker C                                                                      |              | потоплений 27°35′ пд. ш. 83°11′ сх. д. / 27.583° пд. ш. 83.183° сх. д. | 75 (25 загинуло і 50 вижили)    |       |